# 家族的責任を有する男女労働者の機会及び待遇の均等に関する条約（第百五十六号）
家族的責任を有する男女労働者の機会及び待遇の均等に関する条約（第百五十六号）（かぞくてきせきにんをゆうするだんじょろうどうしゃのきかいおよびたいぐうのきんとうにかんするじょうやく〈だいひゃくごじゅうろくごう〉）は、国際労働機関の働きかけにより、1981年にジュネーヴで署名された条約。
仕事をする上で男女は平等であることを前提に、子育てや介護と、仕事が両立できる労働環境をつくることを目的としている。条約の対象は、子どもを持ちながら仕事をする男女と、近親者の介護などを行いながら仕事をする男女とされ、そうした労働者が差別を受けることなく働ける政策をとることとしている。
2018年4月時点で44か国が批准している。

## 背景
国際労働機関は1965年に「家庭責任をもつ夫人の雇用に関する勧告」を採択し、「家族的責任」を持つ働く女性が差別を受けることなく、働く権利を行使できるような政策を行うことを、各国政府に求めた。1981年に、働く女性だけでなく、男女両方に適用される本条約が採択された。
この条約は国際労働条約の最優先条約の一つである雇用及び職業についての差別待遇に関する条約(第111号)を引用し、 2000年に採択された1952年の母性保護条約に関する改正条約の前文に引用されている。

## 日本との関わり
日本においては、日本国憲法で法の下の平等、個人の尊厳、両性の本質的平等(男女平等)、勤労の権利が規定されているが、女性の労働環境や子育て支援等に関する国内法の整備に時間を要したため、批准が遅れた。